# そらいろ (曲)
「そらいろ」は、佐藤ひろ美の楽曲。片岡ともが作詞、上松範康が作曲を手掛けた。佐藤の通算24枚目のシングルとして2009年8月26日にアルミナレコーズから発売された。販売元はフロンティアワークス。

## 概要
佐藤のソロ・シングルとしては前作「アンバーワールド」以来、約8か月ぶり、シングル全体としては「Promise 〜月夜の記憶〜」以来、約4か月半ぶりのリリースとなる。また、2016年の歌手引退前にリリースされた最後のソロ・CDシングルでもある。
表題曲は、ねこねこソフトによるPC用ゲームソフト『そらいろ』のオープニングテーマとして使用された。佐藤が同ブランドのゲームに主題歌を提供するのは、『ラムネ』の 「なんてね76's」（2004年）以来となる。
ジャケット写真は、同ゲームのキャラクターデザインを手掛けた秋乃武彦による描き下ろしとなっている。
オリコンチャートは圏外となった。

## シングル収録内容
| #         | タイトル                | 作詞      | 作曲・編曲 | 時間  |
| --------- | ----------------------- | --------- | ---------- | ----- |
| 1.        | 「そらいろ」            | 片岡とも  | 上松範康   | 4:56  |
| 2.        | 「Darling」             | mao       | chokix     | 4:33  |
| 3.        | 「そらいろ」(off vocal) |           |            | 4:55  |
| 4.        | 「Darling」(off vocal)  |           |            | 4:31  |
| 合計時間: | 合計時間:               | 合計時間: | 合計時間:  | 18:55 |

## 収録アルバム
| 曲名     | 収録アルバム                        | 発売日        | 備考                 |
| -------- | ----------------------------------- | ------------- | -------------------- |
| そらいろ | そらいろ オリジナルサウンドトラック | 2009年9月18日 | ショートサイズで収録 |
| そらいろ | 佐藤ひろ美 THE BEST -Sky Blue-      | 2010年9月22日 |                      |